# 제아
제아(JeA, 본명: 김효진, 1981년 9월 18일 ~ )는 대한민국의 가수로 걸 그룹 브라운 아이드 걸스의 리더, 메인보컬을 맡고 있다. 동아방송예술대학교 영상음악과를 졸업했으며, 현재 소속사는 아우라엔터테인먼트이다. 과거 이차형이라는 예명으로 활동하기도 하였다. 현재 사용하는 예명인 '제아'는 '제일 아름다운 목소리'라는 뜻을 가지고 있다. 제아는 가수 활동 이외에 작곡도 하고 있으며, 제아가 작곡한 유명한 곡으로는 조권, 가인이 부른 '우리 사랑하게 됐어요'가 있다. 브라운 아이드 걸스를 만들기 위해 제아가 미료와 나르샤에게 직접 연락을 해서 그 둘을 브라운 아이드 걸스에 합류시킨 것으로 알려졌다.

## 학력
- 서울영희초등학교 (졸업)
- 개원중학교 (졸업)
- 은광여자고등학교 (졸업)
- 동아방송예술대학교 영상음악과 보컬전공 전문학사 (졸업)

## 이슈
- 과거 같은 내가네트워크 소속이자 현재 YG 엔터테인먼트에서 프로듀서로 맹활약 중인 최필강(aka PK)과 3년째 열애중이라는 소문이 돌았는데,[3]이에 제아는 서로 알게 된 건 오래전부터이며 어릴 적에 잠깐 교제했다가 한동안 서로 바빠서 잠시 결별했다가 1년 전에 다시 만나게 되었다고 하였으며, 소문처럼 3년 열애는 오보라고 해명하였다.[4]
- 언사 앞에 'is'라는 영어를 자주 붙여서 이슈가 되었던 적이 있다.

## 음반

### EP
| 제목         | 정보                                                                                               | 가온 앨범 차트 | 가온 앨범 차트 | 가온 앨범 차트 | 판매량        |
| 제목         | 정보                                                                                               | 주간           | 월간           | 연간           | 판매량        |
| ------------ | -------------------------------------------------------------------------------------------------- | -------------- | -------------- | -------------- | ------------- |
| 《Just JeA》 | - 발매일: 2013년 1월 4일 - 발매사: 케이앤씨뮤직 - 기획사: 내가네트워크 - 포맷: CD, 디지털 다운로드 | 4              | 18             | -              | - KOR: 3,787+ |

### 디지털 싱글
- 2010: 《니가 따끔거려서》 (With 지오)
- 2013: 《Flower》 (With SAT)
- 2015: 《압구정 보안관 프로젝트》
- 2016: 《나쁜 여자》
- 2016: 《You o'clock》
- 2017: 《그댄 달라요》
- 2017: 《나만 없다면》
- 2017: 《크리스마스 별거 없어》 (With 김영철)

### 사운드트랙
- 2003:  〈사랑한다고 말했잖아요〉 - 《보디가드》 OST
- 2009: 〈하모니〉 (With 이영현) - 영화 《하모니》 OST
- 2010: 〈미아〉 - 드라마 《추노》 OST Part 2
- 2011: 〈그대 바보〉 - 드라마 《빠담빠담》 OST Part 2
- 2012: 〈너 때문에〉 - 드라마 《샐러리맨 초한지》 OST Part 4
- 2013: 〈비밀노트〉 - 드라마 《남자가 사랑할 때》 OST Part 5
- 2013: 〈반가워, 고마워〉 (With 홍종현) - 예능 《펫토리얼리스트》 OST
- 2016: 〈원해〉 (With 조PD) - 드라마 《우리집에 사는 남자》 OST Track 3
- 2016: 〈그대 내게 다시〉 (With 변진섭) - 예능 《싱데렐라》 OST
- 2020: <보고 싶은 그대니까요> - 드라마 《본 어게인》 - OST Part.3

### 노래
| 연도   | 제목                          | 가온 디지털 차트 | 가온 디지털 차트 | 가온 디지털 차트 | 다운로드        | 음반                     |
| 연도   | 제목                          | 주간             | 월간             | 연간             | 다운로드        | 음반                     |
| ------ | ----------------------------- | ---------------- | ---------------- | ---------------- | --------------- | ------------------------ |
| 2010년 | "하모니" (With 이영현)        | 24               | 34               | -                | -               | -                        |
| 2010년 | "미아"                        | 60               | -                | -                | -               | 《추노 OST》             |
| 2011년 | "니가 따끔거려서" (With 지오) | 12               | 28               | -                | -               | -                        |
| 2011년 | "그대 바보"                   | 10               | 36               | -                | - KOR: 743,286+ | 《빠담빠담 OST》         |
| 2012년 | "너 때문에"                   | 23               | 80               | -                | - KOR: 236,736+ | 《샐러리맨 초한지 OST》  |
| 2013년 | "안아보자" (Feat. 정엽)       | 5                | 18               | -                | - KOR:313,392+  | 《Just JeA》             |
| 2013년 | "그대가 잠든 사이"            | 28               | 49               | -                | - KOR:189,596+  | 《Just JeA》             |
| 2013년 | "비밀노트"                    | 97               | -                | -                | - KOR: 36,570+  | 《남자가 사랑할 때 OST》 |
| 2013년 | "Flower" (With SAT)           | -                | -                | -                | - KOR: 18,201+  | -                        |
| 2015년 | "하루만이라도" (Feat. 바로    | 60               | -                | -                | - KOR: 24,651+  | -                        |
| 2016년 | "나쁜 여자" (Feat. 정엽)      | 94               | -                | -                | - KOR:29,389+   | -                        |

## 가수 외 활동

### 예능
- JTBC 《혼족어플》
- MBN 《비행소녀》
- 채널 A 《팔아야 귀국》
- MBC 에브리원 《아이돌 군단의 떴다! 그녀》
- MBC 《개그야》
- MBC 《음악 여행 라라라》
- MBC 에브리원 《무한걸스》
- SBS 《강심장》
- MBC 《무한도전》
- tvN 《현장 토크쇼 택시》
- KBS2 《대결 노래가 좋다》
- MBC 《우리 결혼했어요》
- KBS2 《위기탈출 넘버원》
- KBS2 《노래싸움 - 승부》히든카드 출연하는 등장
- KBS2 《유희열의 스케치북》
- SBS 《놀라운 대회 스타킹》
- Mnet 《슈퍼스타K의 고수》
- MBC 《청춘 버라이어티 꽃다발》
- KBS2 《시크릿》
- KBS2 《청춘불패》
- tvN 《SNL코리아》
- KBS2 《불후의 명곡 전설을 노래하다》
- Mnet 《PRODUCE 101》
- MBC 《미스터리 음악쇼 복면가왕》 - 방콕 친구 선풍기 (35차 경연 및 2라운드 진출), 가왕석으로 올라가리비 (74차 경연 및 준우승)
- tvN 《작업실》

### 영화
- 2023년 《빈틈 없는 사이》 - 심사위원 2 역 (특별출연)

☆ 대경대학교 실용음악과 교수 (현재)

## 수상 목록
| 연도   | 기록 내역                             |
| ------ | ------------------------------------- |
| 2018년 | - 제12회 SBS 연예대상 모바일 아이콘상 |